# 13-甲基白屈菜碱
13-甲基白屈菜碱是一种生物鹼，化学式C
21H
21NO
5，存在于刻叶紫堇（Corydalis incisa）等植物中。